# Беспорядки в Эль-Камышлы (2004)
Беспорядки в Эль-Камышлы (2004) — волнения сирийских курдов в Эль-Камышлы, начавшиеся во время футбольного матча местной команды с командой из Дейр-эз-Зора. Болельщики гостей (этнические арабы) принесли на стадион портреты иракского лидера Саддама Хуссейна, что спровоцировало недовольство местных болельщиков-курдов. Группы радикально настроенных болельщиков начали бросать друг в друга камнями; в ответ на портреты Хуссейна на курдской трибуне появился флаг Курдистана. После матча беспорядки переросли в массовые демонстрации, в ходе которых курдские манифестанты сожгли офис местного отделения партии Баас, повалили статую Хафеза Асада — отца сирийского президента Башара Асада. Сирийская армия отреагировала переброской в Камышлы бронетехники и вертолётов. В ходе штурма города не менее 30 местных жителей были убиты, тысячи позднее бежали в Иракский Курдистан.

## Причины беспорядков
Камышлы — самый крупный город на северо-востоке Сирии, считающийся столицей курдской и ассирийской общин Сирии. Камышлы также является центром борьбы сирийских курдов за свои права и автономию курдских территорий.
Первопричины произошедшего конфликта следует искать в сложной истории взаимоотношений между арабским и курдским населением Сирийской Арабской Республики. На протяжении долгого времени курдские политические и общественные организации находились в оппозиции сирийскому правительству, возглавляемому партией Баас. В 1962 году сирийское правительство провело специальную перепись населения в провинции Аль-Джазира, населённой преимущественно курдами. В результате около 150 тысяч курдов, не принявших участия в переписи, были лишены сирийского гражданства. В СМИ развернулась антикурдская кампания, совпавшая по времени с началом восстания Барзани в Иракском Курдистане и открытием нефтяных месторождений в районах Сирии, населённых курдами. В июне 1963 года Сирия приняла участие в военной кампании иракских властей против восставших курдов.
В 1973 году сирийское правительство начало создание так называемого «арабского кордона» (Hizam Arabi) в провинции Аль-Джазира вдоль турецкой границы. В курдские районы переселялись арабы-бедуины, местная топонимика была «арабизирована». Таким образом была создана буферная зона между курдскими регионами Сирии, Турции и Ирака, что создало дополнительный повод для нарастания межэтнической напряжённости.

## Хронология событий
12 марта 2004 года в Эль-Камышлы, столице мухафазы Эль-Хасака, состоялся футбольный матч между местной командой и командой из Дейр-эз-Зора. Болельщики гостей (этнические арабы) принесли на стадион портреты иракского лидера Саддама Хуссейна (свергнутого в 2003 году международной коалицией во главе с США), что спровоцировало недовольство местных болельщиков-курдов, не забывших о том, как Хуссейн расправился с десятками тысяч иракских курдов. Группы радикально настроенных болельщиков начали бросать друг в друга камнями; в ответ на портреты Хуссейна на курдской трибуне появился флаг Курдистана, что придало межэтническому конфликту политическую окраску.
После матча столкновения продолжились за пределами стадиона. Приезжие болельщики с портретами Саддама Хуссейна выкрикивали публичные оскорбления в адрес лидеров курдской общины Масуда Барзани и Джалала Талабани. Группировки курдских болельщиков в ответ начали скандировать: «Мы отдадим жизнь за Буша», апеллируя к личности 43-го президента США Джорджа Буша-младшего, за год до этого возглавившего вторжение в Ирак.
Беспорядки переросли в массовую драку с использованием палок, камней и холодного оружия. Вмешавшиеся силы правопорядка с целью подавления драки открыли огонь по толпе, застрелив шестерых человек, которые все оказались курдами.
Похороны погибших привели к дальнейшему обострению обстановки. 13 марта не только в Камышлы, но и в других местах компактного проживания курдов (Алеппо и Африн) начались события, похожие на стихийное восстание. В Камышлы тысячи курдов атаковали полицейские участки и правительственные здания, некоторые из них были сожжены. Манифестанты сожгли местное отделение партии Баас, повалили статую Хафеза Асада — отца сирийского президента Башара Асада.
Сирийская армия отреагировала переброской в Камышлы бронетехники и вертолётов. В ходе штурма города не менее 30 местных жителей были убиты, две тысячи задержаны, тысячи курдов бежали в Иракский Курдистан.
Вскоре после усмирения массовых беспорядков в Эль-Камышлы прибыл президент страны Башар Асад, который в своём публичном обращении призвал к национальному единству, рассчитывая успокоить наиболее радикальные общественные группы курдского населения. В марте 2005 года он амнистировал 312 курдов, которые были приговорены к различным срокам тюремного заключения за участие в беспорядках.